# 斯图尔特·麦克弗森
斯图尔特·麦克弗森（Stewart McPherson，1983年—）为英国地理学家、植物学家及作家。
斯图尔特·麦克弗森曾就读于英国杜伦大学，德国蒂宾根大学和美国耶鲁大学。
他创作了约20本著作，其中大部分是关于食虫植物的：
- 《美洲的瓶子草》（Pitcher Plants of the Americas）[3][4]
- 《圭亚那高原失落的世界》（Lost Worlds of the Guiana Highlands）[5]
- 《闪耀的食虫植物——粘叶食虫植物》（Glistening Carnivores - The Sticky-Leaved Insect-Eating Plants）
- 《旧大陆的猪笼草》（Pitcher Plants of the Old World，2册）
- 《食虫植物及其原生地》（Carnivorous Plants and their Habitats，2册）[6]
- 《北美洲的瓶子草科植物》（Sarraceniaceae of North America，与唐纳德·施奈尔合著）[7]
- 《南美洲的瓶子草科植物》（Sarraceniaceae of South America，与安德烈亚斯·维斯图巴、安德烈亚斯· 弗莱施曼和约阿希姆·那兹合著）[7]
- 《菲律宾的猪笼草野外指南》（Field Guide to the Pitcher Plants of the Philippines'，与维克多·B·阿莫罗索合著）
- 《新猪笼草：卷一》（New Nepenthes: Volume One）
- 《苏拉威西的猪笼草野外指南》（Field Guide to the Pitcher Plants of Sulawesi ，与安德烈亚斯·维斯图巴合著）
- 《婆罗洲的猪笼草野外指南》（Field Guide to the Pitcher Plants of Borneo ，与安德烈亚斯·维斯图巴合著）
- 《澳大利亚与新几内亚的猪笼草野外指南》（Field Guide to the Pitcher Plants of Australia and New Guinea ，与安德烈亚斯·维斯图巴合著）
- 《西马来西亚与中南半岛的猪笼草野外指南》（Field Guide to the Pitcher Plants of Peninsular Malaysia and Indochina ，与安德烈亚斯·维斯图巴合著）
- 《苏门答腊与爪哇的猪笼草野外指南》（Field Guide to the Pitcher Plants of Sumatra and Java ，与安德烈亚斯·维斯图巴合著）
- 《捕蝇草：威尼斯的苍蝇拍》（Dionaea: The Venus's Flytrap，与蒂姆·贝利合著）
- 《美国及加拿大的食虫植物野外指南》（Field Guide to the Carnivorous Plants of the United States and Canada，与唐纳德·施奈尔合著）
- 《美国及加拿大的瓶子草野外指南》（Field Guide to the Pitcher Plants of the United States and Canada，与唐纳德·施奈尔合著）

斯图尔特·麦克弗森与其他学者共同发现了很多物种，其中包括爱登堡猪笼草（Nepenthes attenboroughii）及约35个未完全描述的类群。他为IUCN物种存续委员会食虫植物专家小组的成员之一。